# Brookings (Dakota Południowa)
Brookings – miasto w Stanach Zjednoczonych, w stanie Dakota Południowa, w hrabstwie Brookings.